# Born (album)
Born là album đầu tiên phát hành bởi ban nhạc cổ điển Bond. Album rất thành công về mặt doanh thu, nhận chứng nhận đĩa Vàng ở 14 quốc gia và Bạch kim ở 12 quốc gia. Album cũng đạt vị trí quán quân ở UK Classical chart.
Album đã được phát hành lại năm 2001. Bản phát hành này có thêm một bài hát.

## Danh sách bài hát
1. "Quixote" (Magnus Fiennes) – 4:44
2. "Winter" (Yoad Nevo) – 5:42
3. "Victory" (Tonci Huljic) – 4:40
4. "Oceanic" (Camille Saint-Saëns (trích từ The Carnival of the Animals - the Aquarium), sản xuất bởi Magnus Fiennes) – 6:42
5. "Kismet" (Gay-Yee Westerhoff) – 5:12
6. "Korobushka" (Traditional, hoà âm Brian Gascoigne) – 4:48
7. "Alexander the Great" (Tonči Huljić) – 2:57
8. "Duel" (Huljic) – 4:20
9. "Bella Donna" (Eos Chater) – 3:15
10. "The 1812" (Tchaikovsky, hoà âm Gareth Cousins & Julian Kershaw) – 6:37
11. "Dalalai" (Huljic) – 4:06
12. "Hymn" (Fiennes) – 4:50
13. "Victory (Mike Batt Mix)" (Tonci Huljic) – 3:25

Bản phát hành năm 2001 còn có thêm:
1. "Viva!" (Vivaldi, arr. Del!) – 3:14